# روژانستوک
روژانستوک (به لهستانی:  Różanystok) یک روستا در لهستان است که در گمینا دانبرووا بیاووستوتسکا واقع شده‌است. روژانستوک ۵۱۰ نفر جمعیت دارد.